# Alaszka megvásárlása
Az Alaszka megvásárlása Alaszkának az Amerikai Egyesült Államok által az Orosz Birodalomtól 1867-ben 7,2 millió amerikai dollárért történő megvásárlása volt (ami 2023-ban 129 millió dollárnak felel meg). Ugyanezen év május 15-én az Egyesült Államok szenátusa ratifikálta a március 30-án aláírt kétoldalú szerződést, és az amerikai szuverenitás október 18-án lépett jogilag érvénybe a terület egészén.
A 18. század első felében Oroszország gyarmati jelenlétet alakított ki Észak-Amerika egyes részein, de Alaszkában csak kevés orosz telepedett le. A krími háborúban elszenvedett katasztrofális vereséget követően II. Sándor orosz cár vizsgálni kezdte az állam alaszkai birtokainak eladásának lehetőségét, amelyeket egy esetleges jövőbeli háborúban nehéz lenne megvédeni az Egyesült Királysággal szemben. Ennek érdekében William H. Seward, az Egyesült Államok akkori külügyminisztere tárgyalásokat kezdett Eduard de Stoeckl orosz diplomatával arról, hogy az Egyesült Államok az amerikai polgárháború után megszerezze Alaszkát. Seward és Stoeckl 1867. március 30-án állapodott meg az adásvételi szerződésben.
A hektáronként eredetileg 0,02 dolláros (2023-ban 0,36 dolláros) áron az Egyesült Államok 586 412 négyzetmérfölddel (1 518 800 km²) gyarapodott. Az amerikaiak körében az Alaszka-vásárlásra adott reakciók többnyire pozitívak voltak, mivel sokan úgy vélték, hogy Alaszka bázisként szolgálhat az amerikai kereskedelem ázsiai bővítéséhez. Néhány ellenző „Seward ostobaságának” vagy „Seward jégdobozának” nevezte a vásárlást, mivel azt állították, hogy az Egyesült Államok haszontalan földet szerzett. A vásárlás után szinte az összes orosz telepes elhagyta Alaszkát; Alaszka gyéren lakott maradt egészen a Klondike-i aranyláz 1896-os megindulásáig. Az eredetileg Alaszkai Minisztériumként megszervezett területet 1884-ben Alaszkai Kerületnek, majd 1912-ben Alaszkai Területnek nevezték át, végül 1959-ben Alaszka mai államává vált.

## Története

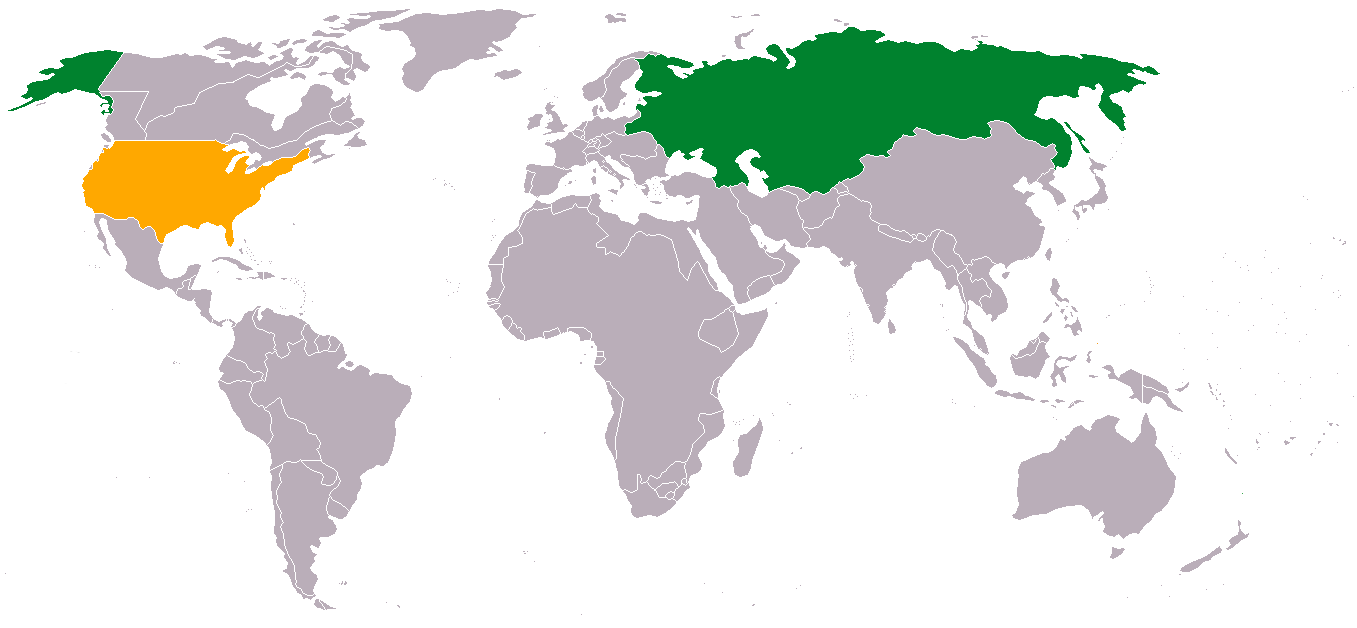
Oroszország és az Amerikai Egyesült Államok 1866-ban

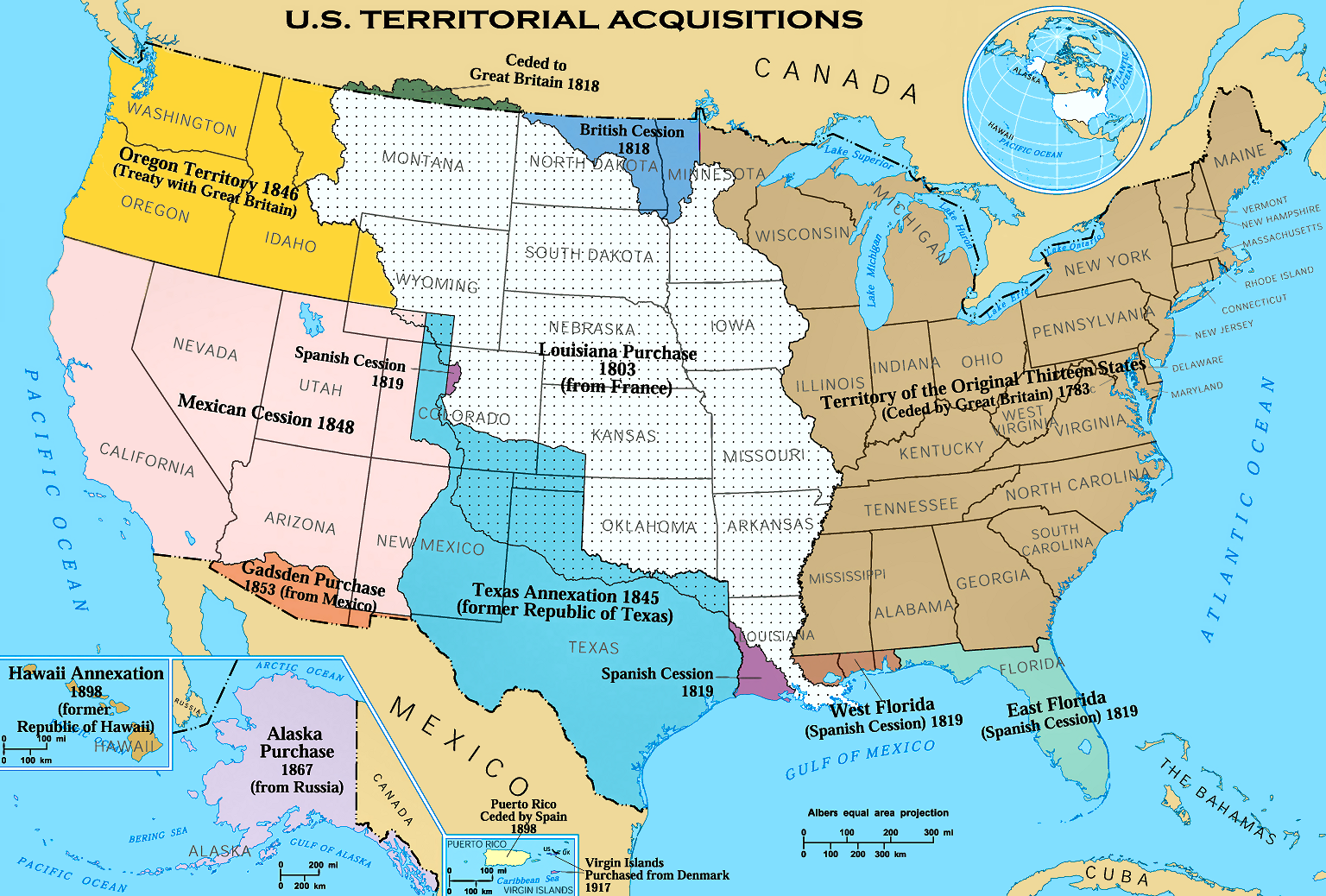
Az USA területi változása, a lila színű terület Alaszka

### Másodlagos források
- (2006. február 1.) „From the Memoirs of a Finnish Workman”. Alaska History 21 (2), 1–25. o. (Originally published in Finnish in Suomen Kuvalehti (editor-in-chief Julius Krohn) No. 15/1873 (1 August) – No. 19/1873 (1 October)); firsthand account of the transfer
- Seward, William H. Alaska: Speech of William H. Seward at Sitka, August 12, 1869 (1869; Digitized page images & text), a primary source